# Adem Zorgane
Adem Zorgane (arabisch آدم زرقان, DMG Ādam Zurqān; * 6. Januar 2000 in Sétif) ist ein algerischer Fußballspieler.

## Karriere

### Verein
Zorgane begann seine Karriere beim Paradou AC. Zur Saison 2018/19 rückte er in den Profikader von Paradou. Sein Debüt in der Ligue Professionnelle 1 gab er im August 2018, als er am ersten Spieltag jener Saison gegen den MC Alger in der Startelf stand und in der 59. Minute durch Abdeldjalil Tahri ersetzt wurde. Im Oktober 2018 erzielte Adem Zorganebei einem 2:2-Remis gegen die JS Saoura seinen ersten Treffer in der höchsten algerischen Spielklasse. In seiner ersten Saison bei den Profis von Paradou kam er zu 26 Einsätzen in der Ligue Professionnelle 1, in denen er zwei Tore erzielte. Mit seiner Mannschaft konnte er sich als Dritter zudem für den CAF Confederation Cup qualifizieren.
Ende Juli 2021 wechselt er zum belgischen Erstdivisionär Sporting Charleroi. In seiner ersten Saison bestritt er 36 von 40 möglichen Ligaspielen, in denen er ein Tor schoss, für Charleroi sowie ein Pokalspiel.
Im Juli 2022 wurde sein Vertrag bis Sommer 2027 verlängert. In der Saison 2022/23 bestritt er 32 von 34 möglichen Ligaspielen sowie ein Pokalspiel. Bei den zwei fehlenden Spielen war er infolge einer roten Karte gesperrt. In der nächsten Saison waren es 28 von 36 möglichen Ligaspielen, in denen er zwei Tore schoss, sowie wiederum ein Pokalspiel. In der Saison 2024/25 kam er auf 40 von 41 möglichen Ligaspielen, in denen er ein Tor schoss, und wiederum ein Pokalspiel. Lediglich im letzten Play-off-Spiel fehlte er.
Im Sommer 2025 wechselte Zorgane zur Royale Union Saint-Gilloise.

### Nationalmannschaft
Zorgane absolvierte 2018 mindestens drei Spiele für die algerische U-18-Auswahl. Im selben Jahr kam er zudem erstmals für die U-23-Mannschaft zum Einsatz.
Im September 2019 debütierte er für die A-Nationalmannschaft, als er in der Qualifikation zur afrikanischen Nationenmeisterschaft 2020 gegen Marokko in der 83. Minute für Hamza Koudri eingewechselt wurde.

## Persönliches
Sein Vater Malik (* 1965) war ebenfalls algerischer Nationalspieler.